# Người Jino
Người Jino (giản thể: 基诺族; phồn thể: 基諾族; bính âm: Jīnuò zú, Hán việt:Cơ Nặc tộc); tên tự gọi: tɕyno hay kyno là một nhóm sắc tộc sử dụng ngôn ngữ thuộc ngữ tộc Tạng-Miến. Họ được CHND Trung Hoa chính thức công nhận như là một dân tộc trong số 56 dân tộc tại Trung Quốc. Dân tộc này chủ yếu sinh sống tại châu tự trị Tây Song Bản Nạp của tỉnh Vân Nam.

## Phân bố dân cư
Bảng dưới đây liệt kê sự phân bố dân cư của người Cơ Nặc ở cấp huyện, theo số liệu của điều tra dân số Trung Quốc năm 2000.
| Huyện, thị, quận       | Châu, địa cấp thị | Tỉnh    | Dân số | Phần trăm (%) |
| ---------------------- | ----------------- | ------- | ------ | ------------- |
| Cảnh Hồng (景洪)       | Tây Song Bản Nạp  | Vân Nam | 19.250 | 92,11         |
| Mãnh Lạp (勐腊/勐臘)   | Tây Song Bản Nạp  | Vân Nam | 897    | 4,29          |
| Quan Độ (官渡)         | Côn Minh          | Vân Nam | 119    | 0,57          |
| Tư Mao (思茅)          | Phổ Nhị           | Vân Nam | 82     | 0,39          |
| Mãnh Hải (勐海/勐海)   | Tây Song Bản Nạp  | Vân Nam | 52     | 0,25          |
| Ngũ Hoa (五华/五華)    | Côn Minh          | Vân Nam | 47     | 0,23          |
| Tây Sơn (西山)         | Côn Minh          | Vân Nam | 47     | 0,23          |
| Ninh Nhị (宁洱/寧洱)   | Phổ Nhị           | Vân Nam | 26     | 0,12          |
| Trấn Khang (镇康/鎮康) | Lâm Thương        | Vân Nam | 23     | 0,11          |
| Khác                   |                   |         | 356    | 1,7           |

## Ngôn ngữ
Tiếng Cơ Nặc thuộc nhánh Lô Lô (Di) của ngữ tộc Tạng-Miến. Theo SIL International, hai phương ngữ Cơ Nặc là Du Lạc (13.000 người dùng) và Bổ Viễn (1.000 người dùng) không phải là dễ hiểu tương hỗ đối với nhau. Ngôn ngữ này không có chữ viết chính thức. Phần lớn người Cơ Nặc cũng nói bằng một trong các ngôn ngữ Thái và/hoặc tiếng Trung.